# Clermain
Clermain est une ancienne commune française située dans le département de Saône-et-Loire, en région Bourgogne-Franche-Comté. Depuis le 1er janvier 2019, elle est commune déléguée de Navour-sur-Grosne.

## Géographie
Chermain est située à 9 km de Tramayes, 12 km de Matour, 12 km de Cluny et à 25 km de Mâcon. La commune est arrosée par la Grosne, affluent de la Saône, qui prend sa source dans les monts du Beaujolais et se jette dans la Saône à  Marnay.
Clermain est coupée par la Route Centre-Europe Atlantique (RCEA).

## Histoire
La paroisse de Clermain dépendait du bailliage, de la recette et du diocèse de Mâcon, de l'archiprêtré du Mont-de-France et de la justice de l'abbé de Cluny.
Le 1er janvier 2019, Clermain intègre avec Brandon et Montagny-sur-Grosne la commune nouvelle de Navour-sur-Grosne dont la création est actée par un arrêté préfectoral du 13 novembre 2018.

## Politique et administration

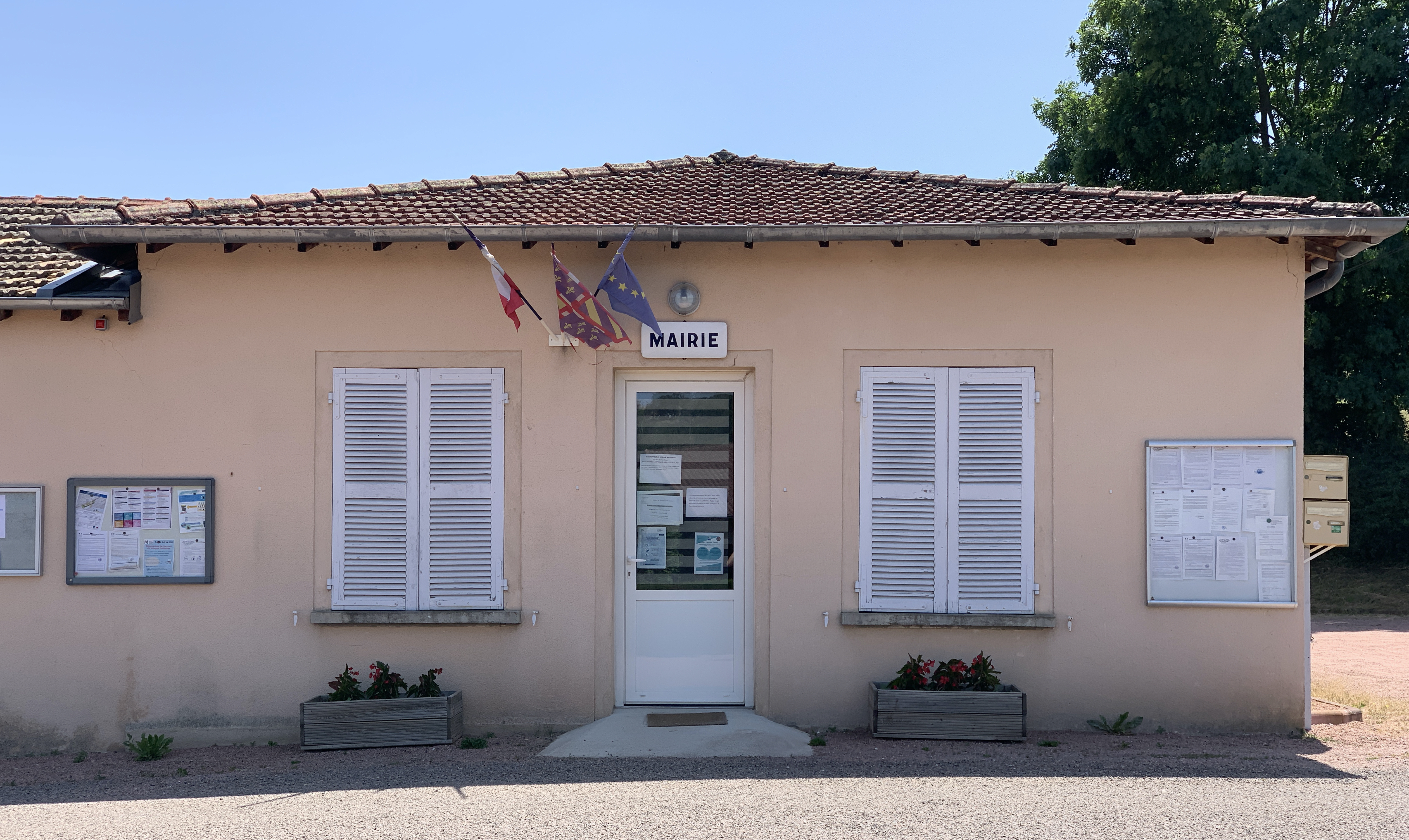
Mairie.

| Période   | Période   | Identité       | Étiquette | Qualité |
| --------- | --------- | -------------- | --------- | ------- |
| juin 1995 | mars 2008 | Bernard Cadot  | SE        |         |
| mars 2008 | en cours  | Michel Faugère |           |         |
| juin 2020 | en cours  | Jean de Witte  |           |         |

## Démographie
Entre 2006 et 2009, (derniers recensements connus), la population de la commune a augmenté de 6 %.

L'évolution du nombre d'habitants est connue à travers les recensements de la population effectués dans la commune depuis 1793. Pour les communes de moins de 10 000 habitants, une enquête de recensement portant sur toute la population est réalisée tous les cinq ans, les populations de référence des années intermédiaires étant quant à elles estimées par interpolation ou extrapolation. Pour la commune, le premier recensement exhaustif entrant dans le cadre du nouveau dispositif a été réalisé en 2005.

En 2016, la commune comptait 228 habitants, en évolution de −1,72 % par rapport à 2010 (Saône-et-Loire : −1,06 %, France hors Mayotte : +2,11 %).
| 1793 | 1800 | 1806 | 1821 | 1831 | 1836 | 1841 | 1846 | 1851 |
| ---- | ---- | ---- | ---- | ---- | ---- | ---- | ---- | ---- |
| 415  | 421  | 425  | 517  | 498  | 412  | 448  | 477  | 517  |

| 1856 | 1861 | 1866 | 1872 | 1876 | 1881 | 1886 | 1891 | 1896 |
| ---- | ---- | ---- | ---- | ---- | ---- | ---- | ---- | ---- |
| 506  | 436  | 405  | 415  | 400  | 394  | 403  | 415  | 361  |

| 1901 | 1906 | 1911 | 1921 | 1926 | 1931 | 1936 | 1946 | 1954 |
| ---- | ---- | ---- | ---- | ---- | ---- | ---- | ---- | ---- |
| 366  | 334  | 329  | 286  | 284  | 269  | 261  | 251  | 230  |

| 1962 | 1968 | 1975 | 1982 | 1990 | 1999 | 2005 | 2006 | 2010 |
| ---- | ---- | ---- | ---- | ---- | ---- | ---- | ---- | ---- |
| 231  | 196  | 202  | 198  | 177  | 197  | 214  | 214  | 232  |

| 2015 | 2016 | - | - | - | - | - | - | - |
| ---- | ---- | - | - | - | - | - | - | - |
| 226  | 228  | - | - | - | - | - | - | - |

Les 230 habitants, tau 31 décembre 2014, de la commune se répartissent en 70 de moins de 30 ans, 106 de 30 à 59 ans et 53 de 60 ans et plus.
 Parmi les 139 personnes qui ont entre 15 et 64 ans. 77,4 % sont des actifs ayant un emploi, 5,8 % sont chômeurs, 7,3 % sont élèves ou étudiants, 5,1 % sont retraités ou préretraités et 4,4 % sont d’autres inactifs.
Les 110 personnes ayant ont un emploi sont pour 81 (74,1 %) des salariés et 28 (25,9 %) des non salariés.

## Logement
Le nombre de logements existants dans la commune en 2014 est de 117 ; 92 sont des résidences principales, 17 des résidences secondaires ou des logements occasionnels et 9 sont des logements vacants. Le nombre de maisons est de 113 et celui des appartements de 4.

## Économie et emploi
Le nombre d’emplois situés dans la commune est, en 2014, de 38 (28 en 2009), dont 17 sont des emplois de salariés et 20 des non salariés.
Sur le territoire communal il existe 19 établissements actifs : 5 appartiennent au secteur de l’agriculture, 1 est du secteur de la construction, 11 sont du secteur du commerce, des transports et des services divers 2 sont du secteur de l’administration publique, de l’enseignement, de la santé et de l’action sociale.

## École
La commune appartient à un Regroupement Pédagogique Intercommunal (RPI), celui de la Noue. En 2017, les classes sont réparties ainsi : école de la Chapelle du Mont-de-France : petite et moyenne section maternelle ; école de Trivy : grande section maternelle et CP ; école de Clermain : CE1, CE2 ; école de Brandon : CM1, CM2.

## Lieux et monuments

### Architecture religieuse
- L’église paroissiale Notre Dame : l’église a probablement été construite à l’initiative des moines de Cluny[10]. La façade e(t les murs de la nef ont conservé leur caractère roman. Le chœur est gothique, il a été rénové en 1973. Dans ce chœur est un christ en croix, en bois sculpté peint, du XVIIIe siècle. L’église se compose d’une nef divisée en trois travées. Le chœur est la partie la plus intéressante de l ’église avec, entre autres, ses chapiteaux. Le clocher, carré, s'élève sur la première travée, il a été restauré en 1935, après avoir été endommagé par la foudre.

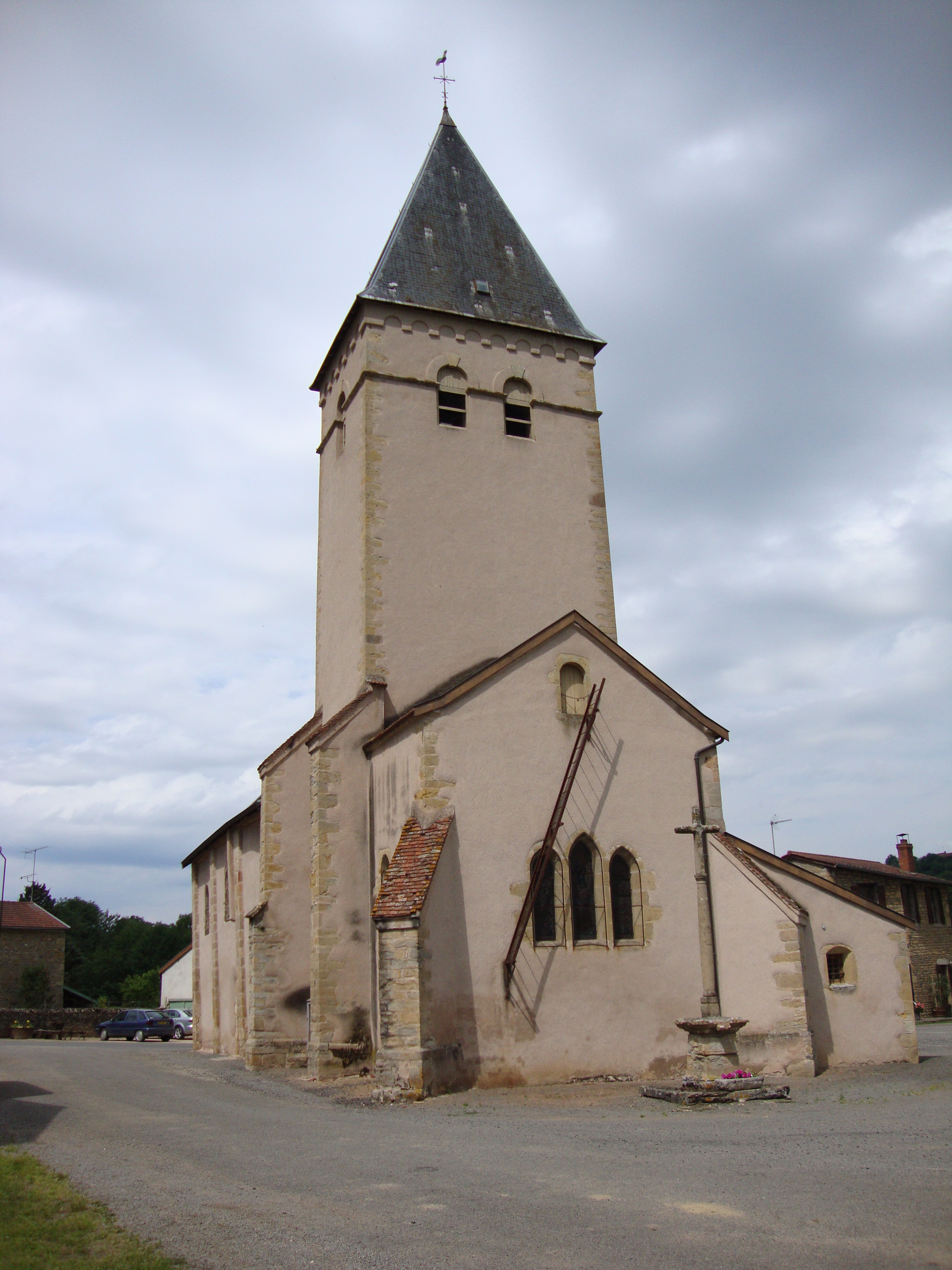
L'église avec la croix côté chevet.
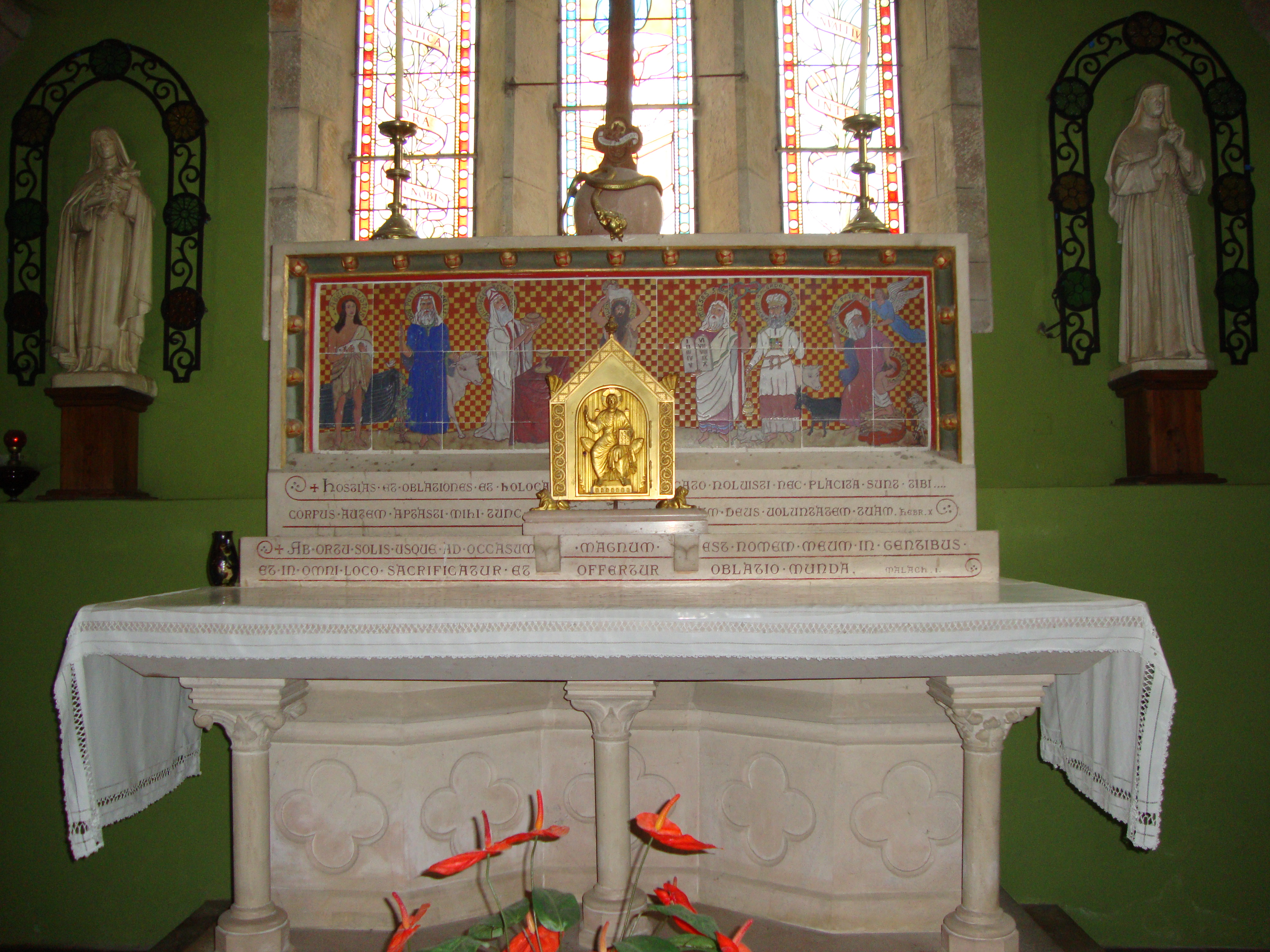
Autel de l'église.

### Châteaux remarquables
- Manoir du Colombier ;
- Château de Montvaillant.

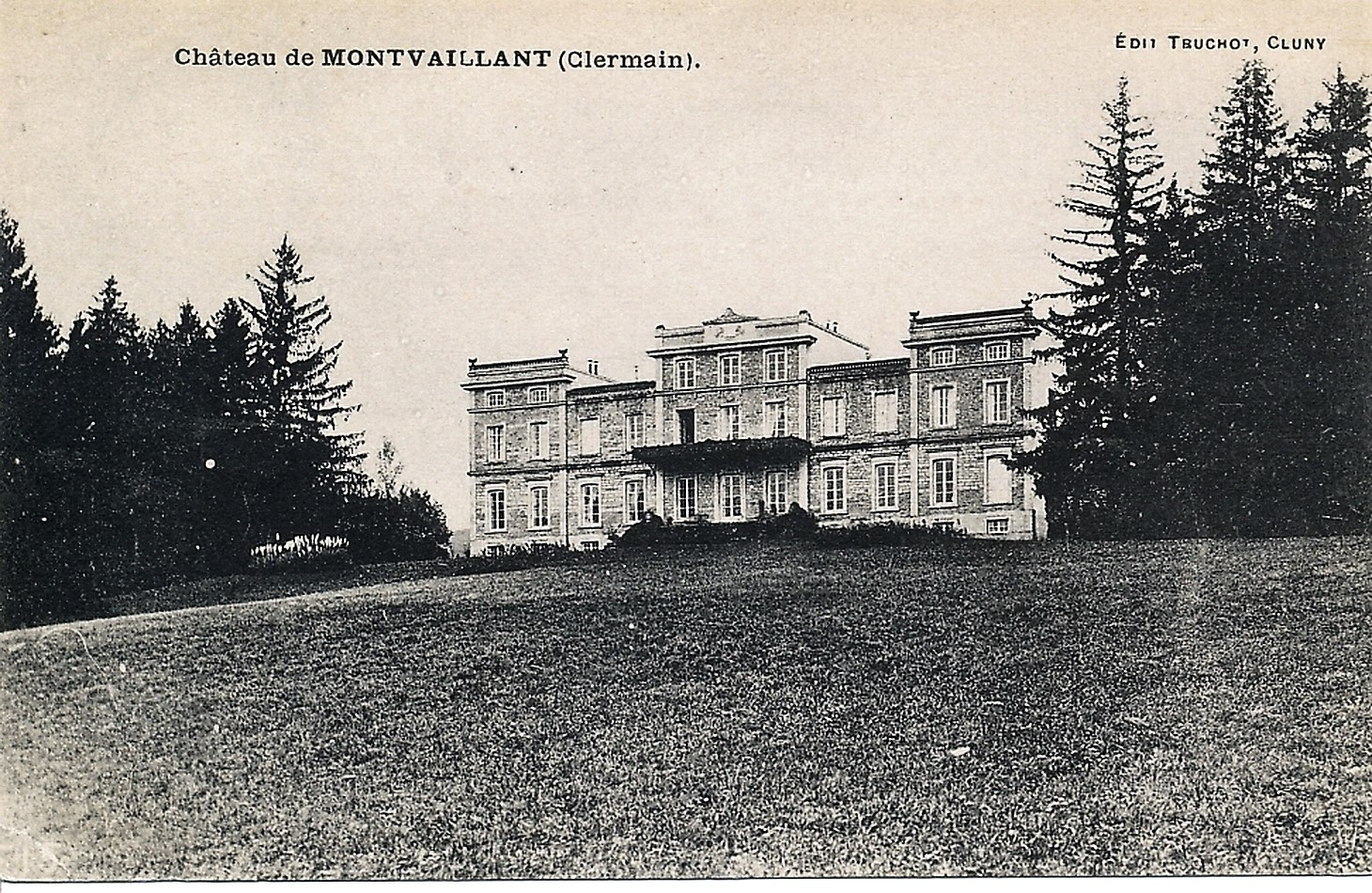
Château Montvaillant
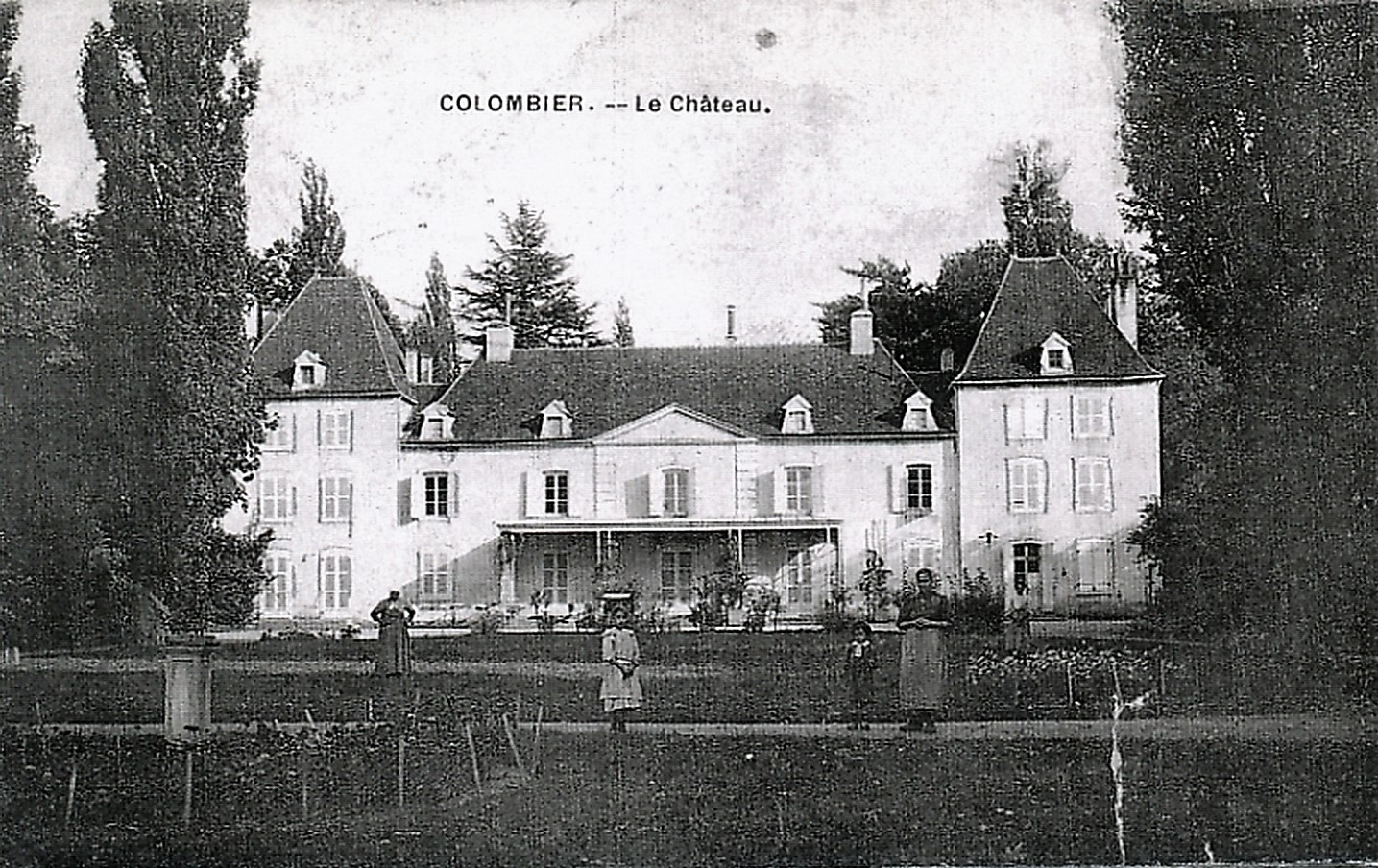
Château-du-colombier

### Ouvrages d'art sur laGrosne

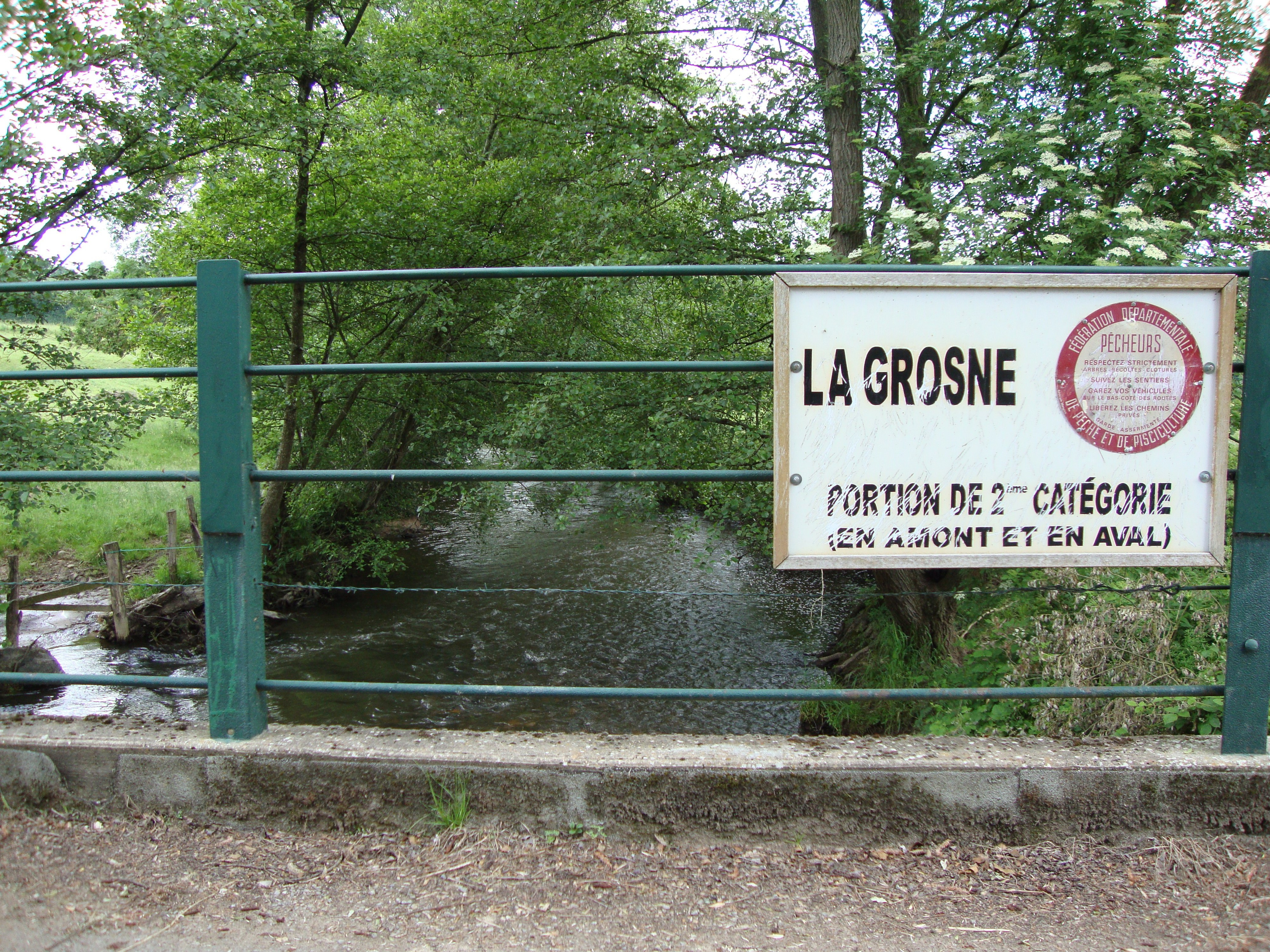
Pont sur la Grosne.
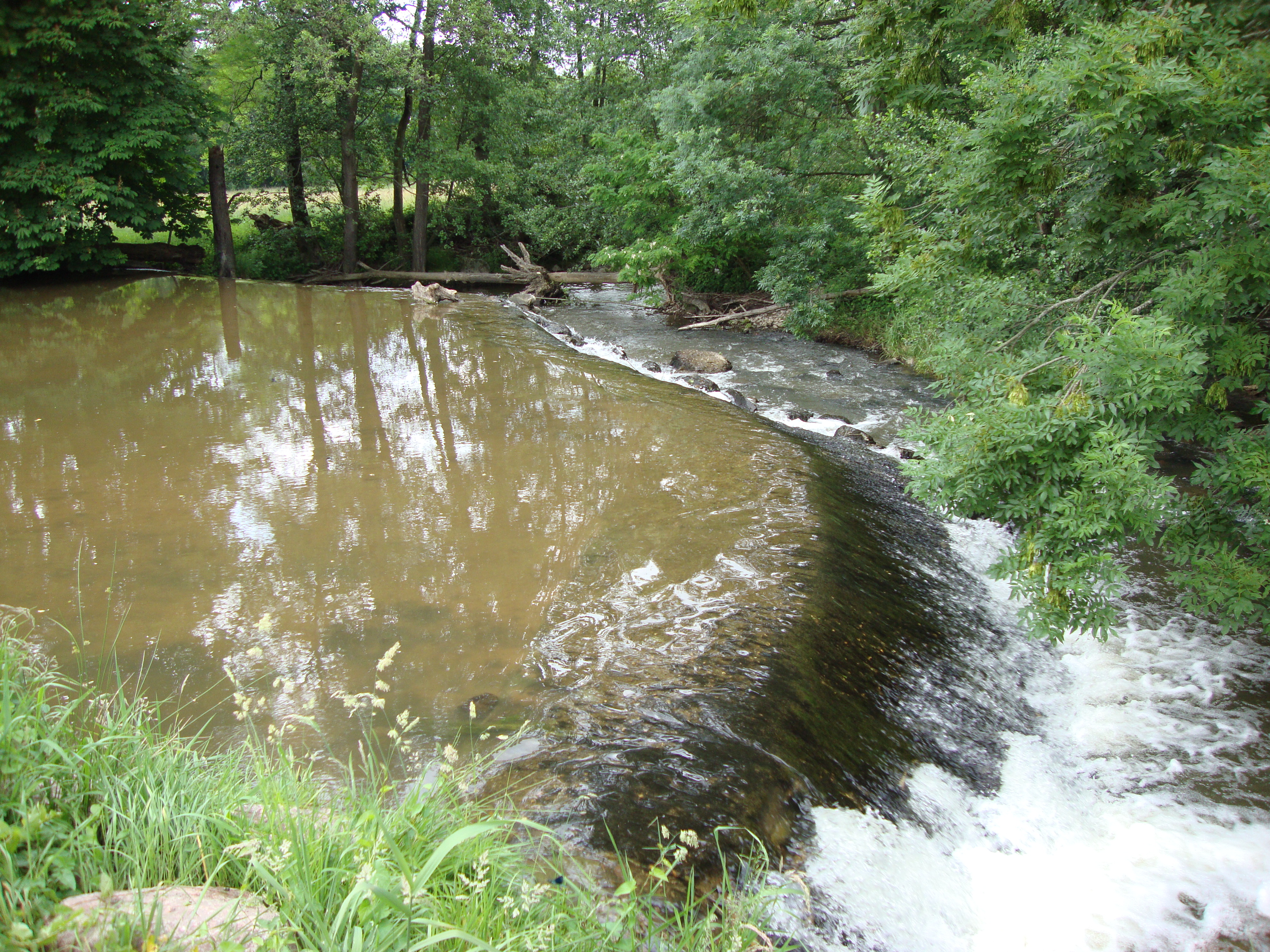
Barrage dans la Grosne.
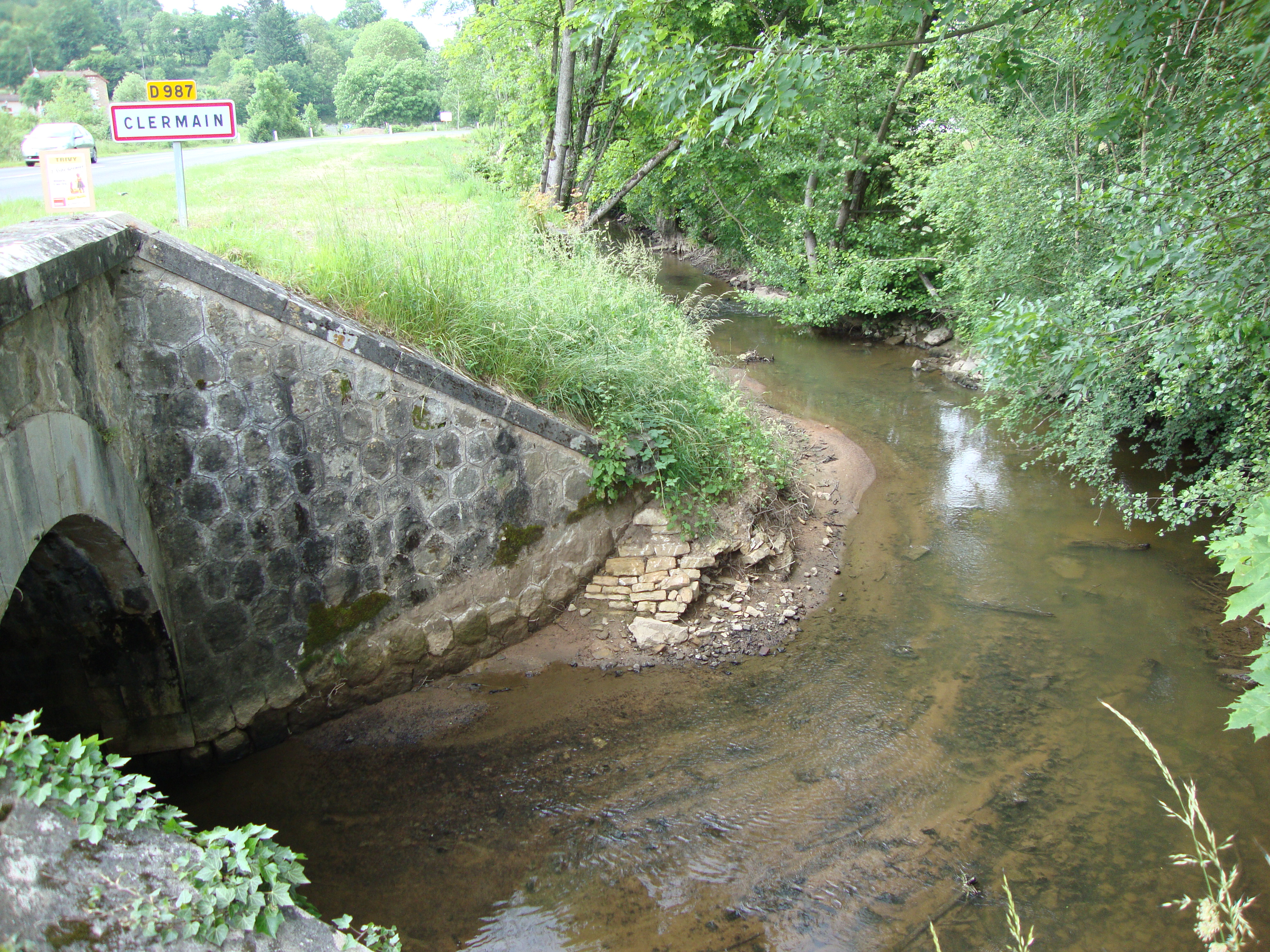
La Noue, affluent de la Grosne.

## Lieux et monuments aux alentours
- Le Lab 71 à Dompierre-les-Ormes ;
- L'Arboretum de Pézanin à Dompierre-les-Ormes.